# Željeznička pruga Zagreb – Beograd
Željeznička pruga Zagreb – Beograd bila je 412 km duga željeznička pruga Jugoslavenskih željeznica od Zagreba GK preko Vinkovaca do Beograda.
Najveći dio pruge je izveden kao dvokolosiječna željeznička pruga. Ova pruga spaja veći istočni dio kontinentalne Hrvatske. Pruga je izrazito ravničarska, s prilično blagim zavojima velikog radijusa. 

## Infrastruktura
Ovo je bila prva u cijelosti elektrificirana pruga u Hrvatskoj. Elektrificirana je naponom 25kV/50Hz na cijeloj svojoj duljini. Dijelovi su strukturalno izgrađeni za brzine do 200km/h. 200km/h se smatra donjom granicom pruge za promet velikim brzinama. Iz sigurnosno-tehničkih razloga maksimalna dopuštena brzina je 160 km/h. Signalni sustav i razmak predsignala i signala ne dopušta veće brzine.
Pruga je u promet električnom vučom puštena 31. svibnja 1970.
Svi željezničko-cestovni prijelazi su osigurani minimalno Andrijinim križem, polubranicima ili punom rampom. Željeznički nasipi niveliraju prugu. Zbog toga su nagibi vrlo blagi. Na mnogim mjestima su križanja denivelirana i sagrađeni su vijadukti, kako bi se izbjeglo direktno križanje, gdje god je to bilo fizički moguće.

## Hrvatski brzinski rekord za tračnička vozila
Ova željeznička pruga drži Hrvatski brzinski rekord za tračnička vozila električne vuče. Rekord iznosi nešto malo iznad 181 km/h. Postavio ju je prototip električne lokomotive oznake 442 001 (danas još uvijek u komercijalnoj uporabi na tom pravcu (kao i druge lokomotive te hrvatske najmodernije serije električnih lokomotiva), kasnije renumeriran na 1 142).
Rekord je postavljen na potezu između gradova Novska i Nova Gradiška.

## Današnja trasa
Danas je ovaj pravac dio većeg željezničkog pravca Koridor X.

### Hrvatska
Današnja trasa vodi preko pruge Zagreb GK – Dugo Selo (M102), Dugo Selo – Novska (M103) te Novska – Tovarnik – DG (M104).
Kao krak b ove pruge se smatra dio pruge, koji se račva malo prije Sesveta, preko Siska do Novske. Ovaj dio pruge je dulji, ali povezuje južnije krajeve Republike Hrvatske.

#### Broj kolosijeka
- Dva kolosijeka: Zagreb – Dugo Selo, te prilaz gradu Zagrebu, prema rafineriji grada Siska i Novska – Vinkovci – Tovarnik
- jedan kolosijek: Dugo Selo – Novska
- četiri kolosijeka: Sesvete – Dugo Selo

Nekada se dio od koji počinje kod Sesveta, ide preko grada Sisak do grada Novska smatrao drugim krakom iste pruge. Ovo je zaobilazni duži krak. Elektrifikacija je i signalizacija je stradala u Domovinskom ratu, posebno na potezu Sisak – Sunja – Novska.
Bilo je nekoliko studija o isplativosti dogradnje drugog kolosijeka između grada Dugo Selo do grada Novska, ali nije procijenjeno kao isplativo ulaganje, sve dok se promet ne poveća na stanje prije Domovinskog rata, koji je vodio raspadu Socijalističke Federativne Republike Jugoslavije. Međutim, ideja nije još napuštena.

### Srbija
Današnja trasa vodi preko pruge Beograd – Šid.

## Vanjske poveznice
- Stranica društva za upravljanjem koridorom 10 (engleski)  Arhivirana inačica izvorne stranice od 12. rujna 2007. (Wayback Machine)